# Municipio de Bacerac
El Municipio de Bacerac es uno de los 72 municipios en los que se conforma el estado mexicano de Sonora, está ubicado en la zona noreste en la región de la Sierra Madre Occidental. Su cabecera municipal y localidad más poblada es el pueblo homónimo de Bacerac, mientras que otras importantes son San José de los Pozos, Ciénega de Horcones, Agua Fría y Tamichopa, en esta última se encuentra un importante grupo étnico de los kikapú. Fue decretado municipio independiente en 1813, al mismo tiempo que otro gran número de municipios más en la primera división política del Estado de Occidente (Lo que en la actualidad es Sonora y Sinaloa). Según el Censo de Población y Vivienda realizado en 2020 por el Instituto Nacional de Estadística y Geografía (INEGI), el municipio tiene un total de 1,221 habitantes y posee una superficie de 1346.03 km². Bacerac es uno de los menos poblados del estado. Su producto interno bruto per cápita es de USD 6,465 y su índice de desarrollo humano (IDH) es de 0.7776.
Como a la mayoría de los municipios de Sonora, el nombre se le dio por su cabecera municipal, el pueblo de Bacerac, que viene de la lengua indígena de los ópatas y se interpreta como "lugar donde se ve o se divisa el agua".

## Historia como municipio
El territorio actual del municipio fue ocupado durante décadas por tribus ópatas en años anteriores y hasta a mediados del siglo XVI. Con la llegada de los españoles para colonizar esta zona de la sierra, fue cuando los misionero jesuitas comenzaron con la evangelización de este grupo étnico, y en el año de 1645 el padre Cristóbal García fundó el pueblo de Santa María de Bacerac el cual en la actualidad es la cabecera municipal.
Obtuvo la categoría de municipio en el año de 1813 en la primera división política del Estado de Occidente, mediante la constitución española del Cádiz la cual explicaba en su artículo 110° que toda aquella población con más de mil habitantes deberían contar con la infraestructura de un gobierno municipal.
Un año después en 1814, fueron disueltos por el rey Fernando VII varios de esos primeros municipios decretados y entre ellos el municipio de Bacerac, después vinieron dos constituciones más, una en 1820 y otra local en 1825 en las cuales en ambas se establecían que se nombrara municipios a aquellas comunidades con más de 3 mil habitantes, por lo cual Bacerac no recuperó la municipalidad al no cumplir con ello. Luego, en 1831, una nueva constitución aprobó la división política en partidos y todo lo que en 1813 había sido el municipio de Bacerac pasó a formar parte del Partido de Moctezuma, en 1848 una nueva constitución ratificó la división sobre la base de distritos sólo para la administración interior de cada partido (es decir; sin disolver los partidos ya decretados), y entonces Bacerac, formó parte tanto del partido como del Distrito de Moctezuma, y así se mantuvo hasta el 21 de noviembre de 1914 cuando se comenzó a gestionar la formación de una estructura de gobierno local alternativa a la prevaleciente en el Porfiriato, a cargo del gobernador provisional constitucionalista Benjamín Hill quién abolió las prefecturas distritales ese día mediante un comunicado.
En 1916 al comenzar el gobierno estatal del Adolfo de la Huerta prosiguió con la formalidad del municipio libre con el fin de promover elecciones libres para elegir las autoridades municipales, y el 15 de septiembre de 1917 se erigió al Municipio de Bacerac como libre e independiente dirigido por un presidente municipal y cuatro regidores. La división en distritos también se conservó pero solo para asuntos electorales y de hacienda, permaneciendo Bacerac en el de Moctezuma. En 1930 los municipios de Bacadéhuachi y Huachinera fueron suprimidos y todas sus localidades pasaron a ser administradas por el de Bacerac, un año después el 13 de mayo de 1931 el de Bacadéhuachi recuperó la municipalidad y fue separado. Y no fue hasta el 6 de diciembre de 1951 cuando el de Huachinera logró de nuevo ser municipio independiente causando de igual manera, separarse del de Bacerac. Y permaneciendo así hasta la actualidad.

## Geografía
El municipio se localiza al noreste del estado de Sonora, bajo las coordenadas 30°21′17″ de latitud norte y 108°55'46" de longitud oeste del meridiano de Greenwich; con una altura mínima de 900 metros sobre el nivel del mar y una máxima de 2,900. Limita al norte con el municipio de Bavispe al este con el municipio de Casas Grandes del vecino estado de Chihuahua, al sur con el municipio sonorense de Huachinera, y al oeste con los de Nacozari de García y Villa Hidalgo.

### Límites municipales
Tiene límites administrativos con los siguientes municipios según su ubicación:
| Noroeste: Bavispe                         | Norte: Bavispe  | Nordeste: Casas Grandes, Estado de Chihuahua |
| Oeste: Nacozari de García y Villa Hidalgo |                 | Este: Casas Grandes, Estado de Chihuahua     |
| Suroeste: Villa Hidalgo                   | Sur: Huachinera | Sureste: Casas Grandes, Estado de Chihuahua  |

Posee una superficie de 1346.033 km² que significa 0.69% del total estatal.

### Clima
El clima del municipio es semiseco templado, se caracteriza por ser extremoso, con temperaturas que oscilan desde los 39 °C en los meses de julio a septiembre y hasta -6 °C de octubre a febrero, la temperatura media anual es de 20 °C.

### Orografía
Su territorio se establece en su totalidad en las estribaciones de la Sierra Madre Occidental, que se presenta en zonas accidentadas al este y semi-planas, y pequeñas elevaciones aledañas a la cabecera municipal. Varias serranías de importancia cruzan el municipio, las más destacadas son: la de Madera, Huachinera, De Dos Cabezas, Tashuinora, y en los límites con el estado de Chihuahua, la serranía Azul que se encuentra en la porción oriental.

### Hidrografía
El río Bavispe, ingresa a su territorio procedente del municipio de Huachinera, recibe en su afluencia las aguas de los arroyos de La Estancia y Huachinera y prosigue hacia el municipio de Bavispe, en donde cambia su dirección y se enfila rumbo al sur.

### Flora y fauna

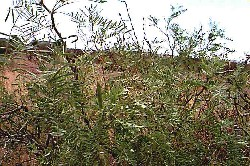
Planta de mezquite, pequeño árbol del cual hay muchos ejemplares al norte de la zona

En el área del municipio existe vegetación variada tal como: matorral subtropical (buganvillea, copal, casahuate, vara dulce, tepame, nopal y garambullo); pastizal natural cuya planta representativa es el zacatal; también se encuentra bosque de pino y encino, selva baja caducifolia, así como también matorral espinozo como: mezquite, uña de gato y chaparro prieto al norte de la ribera del río Bavispe, y se dedica una pequeña porción a la agricultura de riego.
En el municipio se encuentra una gran variedad de animales destacando por su importancia los:
- Anfibios: sapo, sapo verde, rana y sapo toro;
- Reptiles: tortuga de río, cachora, víbora de cascabel, tortuga del desierto, camaleón, huico, chirrionera y víbora sorda;
- Mamíferos: venado cola blanca, puma, lince, coyote, jabalí, mapache, liebre, conejo, zorra gris, tlacuache, ardilla, zorrillo, murciélago y ratón de campo;
- Aves: tórtola cola roja, paloma morada, periquito verde, correcaminos, lechuza, tecolote, chupamirto prieto, carpintero de Arizona, cuervo cuello blanco, cardenal, aura, zopilote y gavilán ratonero.[8]

## Demografía
De acuerdo a los resultados del Censo de Población y Vivienda realizado en 2020 por el Instituto Nacional de Estadística y Geografía (INEGI), la población total del municipio es de 1221 habitantes; con una densidad poblacional de 0.907 hab/km², y ocupa el puesto 54° en el estado por orden de población. Del total de pobladores, 603 son hombres y 608 son mujeres. En 2020 había 636 viviendas, pero de estas 380 viviendas estaban habitadas, de las cuales 95 estaban bajo el cargo de una mujer. Del total de los habitantes, 1 persona mayor de 3 años (0.08% del total municipal) habla alguna lengua indígena; mientras que 3 habitantes (0.25%) se consideran afromexicanos o afrodescendientes.
El 90.83% del municipio pertenece a la religión católica, el 5.08% es cristiano evangélico/protestante o de alguna variante y el 0.08% es de otra religión, mientras que el 3.77% no profesa ninguna religión.

### Educación y salud
Según el Censo de Población y Vivienda de 2020; 1 niño de entre 6 y 11 años (0.08% del total), 5 adolescentes de entre 12 y 14 años (0.41%), 52 adolescentes de entre 15 y 17 años (4.26%) y 24 jóvenes de entre 18 y 24 años (1.97%) no asisten a ninguna institución educativa. 33 habitantes de 15 años o más (2.7%) son analfabetas, 29 habitantes de 15 años o más (2.38%) no tienen ningún grado de escolaridad, 140 personas de 15 años o más (11.47%) lograron estudiar la primaria pero no la culminaron, 22 personas de 15 años o más (1.80%) iniciaron la secundaria sin terminarla, teniendo el municipio un grado de escolaridad de 8.1.
La cantidad de población que no está afiliada a un servicio de salud es de 364 personas, es decir, el 29.81% del total municipal, de lo contrario el 69.94% sí cuenta con un seguro médico ya sea público o privado. En el territorio, 77 personas (6.31%) tienen alguna discapacidad o límite motriz para realizar sus actividades diarias, mientras que 88 habitantes (1.23%) poseen algún problema o condición mental.

### Localidades
| Localidad             | Población |
| Total Municipio       | 1,221     |
| Bacerac               | 1,019     |
| San José de los Pozos | 67        |
| Tamichopa             | 56        |
| Ciénega de Horcones   | 30        |
| Agua Fría             | 30        |

Otras localidades son: Las Moctezumas, La Estancia, La Batea, Salvador Casas, La Ramada, La Huertita y El Ranchito.

## Gobierno
El ayuntamiento municipal está integrado por un presidente municipal, un síndico, 3 regidores de mayoría relativa y 2 de representación proporcional, electos cada tres años.
El municipio forma parte del IV Distrito Electoral Federal de Sonora con cabecera en Guaymas, y del VII Distrito Electoral de Sonora, con su cabecera en la ciudad de Cananea.

### Cronología de presidentes municipales
| Período    | Presidente Municipal                | Partido Político                     |
| ---------- | ----------------------------------- | ------------------------------------ |
| 1901       | José Zozaya                         | -                                    |
| 1902       | Antonio Valencia T.                 | -                                    |
| 1903       | Juan Valencia                       | -                                    |
| 1904       | Eusebio Enríquez                    | -                                    |
| 1905       | José María Enríquez                 | -                                    |
| 1906       | Guadalupe Córdova                   | -                                    |
| 1907       | José Loreto S.                      | -                                    |
| 1908       | Pablo Arvizu                        | -                                    |
| 1909       | Fermín Dávila                       | -                                    |
| 1910       | Maximiano Ramírez R.                | -                                    |
| 1911       | Antonio V. Loreto                   | -                                    |
| 1912       | Antonio Galaz                       | -                                    |
| 1913       | Trinidad Olivares                   | -                                    |
| 1914       | Vicente Valencia                    | -                                    |
| 1915       | Benjamín V. Dávila                  | -                                    |
| 1916       | Mario N. Galaz                      | -                                    |
| 1917       | Ignacio M. Ochoa                    | -                                    |
| 1918       | Carlos Valencia                     | -                                    |
| 1919       | Antonio D. Valenzuela               | -                                    |
| 1920       | Jesús B. Enríquez                   | -                                    |
| 1921       | José R. Lorteo                      | -                                    |
| 1922       | Trinidad Olivares                   | -                                    |
| 1923       | Antonio D. Valenzuela               | -                                    |
| 1924       | Isaac D. Valenzuela                 | -                                    |
| 1925       | Miguel Othón                        | -                                    |
| 1926       | Felizardo Olivares                  | -                                    |
| 1927       | Francisco V. Arvizu                 | -                                    |
| 1928       | Marcos N. Galaz                     | -                                    |
| 1929       | Jesús Ocaña                         | -                                    |
| 1930       | Antonio D. Valenzuela               | -                                    |
| 1931       | Eugenio B. Olivares                 | -                                    |
| 1932       | Abundio B. León                     | -                                    |
| 1933       | José B. Enríquez                    | -                                    |
| 1934       | Francisco Pizano Dávila             | -                                    |
| 1935       | Isaac Valencia G.                   | -                                    |
| 1936       | José Tarazón                        | -                                    |
| 1937       | Antonio B. Enríquez                 | -                                    |
| 1938       | José de la Luz Gutiérrez Santa Cruz | -                                    |
| 1939-19040 | Aristeo Arvizu                      | -                                    |
| 1940-1943  | Enrique Álvarez Domínguez           | -                                    |
| 1943-1946  | Fernando Luna Alanís                | -                                    |
| 1946-1947  | José Pedro Márquez Dórame           | -                                    |
| 1949-1952  | Fernando Montaño                    | -                                    |
| 1952-1955  | Antonio Valencia Sáenz              | -                                    |
| 1955-1958  | Ramón Dávila Flores                 | -                                    |
| 1958-1961  | Alonso Valencia Horcasitas          | -                                    |
| 1961-1964  | Aristeo Arvizu                      | -                                    |
| 1964-1967  | Jesús Má. Enríquez Beltrán          | -                                    |
| 1967-1970  | Fernando Luna Briseño               | -                                    |
| 1970-1973  | José Luis Cuevas Laborín            | -                                    |
| 1973-1976  | José Rascón Gámez                   | -                                    |
| 1976-1979  | Areli Castro Mota                   | -                                    |
| 1979-1982  | Jesús Cuevas Ramírez                | -                                    |
| 1982-1985  | José Adán Amaya Coronado            | -                                    |
| 1985-1988  | Jesús Luna Loreto                   | -                                    |
| 1988-1991  | Armando Bermúdez Olivares           | Partido Revolucionario Institucional |
| 1991-1994  | Rolando Reyes Bermúdez              | Partido Revolucionario Institucional |
| 1994-1997  | Oscar Castro Parra                  | Partido Revolucionario Institucional |
| 1997-2000  | José Esteban Zerega Torres          | Partido Revolucionario Institucional |
| 2000-2003  | Oscar Castro Parra                  | Partido Revolucionario Institucional |
| 2003-2006  | Jesús María Enríquez Amaya          | Partido Revolucionario Institucional |
| 2006-2009  | Mario Ramírez Orantes               | Partido Acción Nacional              |
| 2009-2012  | Héctor Enríquez Sánchez             | Partido Acción Nacional              |
| 2012-2015  | Oswaldo Bermúdez Zubiate            | Partido Acción Nacional              |
| 2015-2018  | Alfio Castro Parra                  | Partido Acción Nacional              |
| 2018-2021  | Alba Luz Ferra Martínez Sañudo      | Alianza PRI, Verde y Nueva Alianza   |
| 2021-2024  | Daniel Ángel Medina Valdez          | Alianza PRI, PAN y PRD               |

## Economía
- Agricultura: la agricultura que se practica en el municipio, en un 70% es de apoyo al sector pecuario, siendo los principales cultivos forrajes: como ray grass, avena, cebada, trigo, sorgo forrajero y alfalfa; el 30% restante se destina al cultivo de granos básicos como: frijol, maíz, trigo, etc. la superficie disponible para la agricultura es de más de mil hectáreas, de las cuales un 65% es de riego y el resto de temporal.

- Ganadería: la actividad ganadera, por su alto volumen de producción principalmente de becerros para el mercado nacional y la exportación.

Aproximadamente 120.000 ha de la superficie total del municipio son destinadas a la cría y engorda de diferentes razas bovino, destacando Herford, Charoláis y Brangus. Se calcula que en la actualidad existe una población de 7000 cabezas de ganado.
- Minería: en 1984 se reinició la explotación minera en el predio conocido como Las Cantelas, donde al parecer se obtuvieron minerales como oro, plata, entre otros, sin embargo, no se cuenta con datos confiables de la producción.